# John Linus Paschang
John Linus Paschang (* 5. Oktober 1895 in Hemingford, Nebraska; † 21. März 1999 in West Point, Nebraska) war Bischof von Grand Island.

## Leben
Paschang erhielt am 12. Juni 1921 die Priesterweihe. Danach studierte er bis 1923 Kirchenrecht an der Catholic University of America in Washington, D. C. Ab 1927 war er Pfarrer der Holy Cross Church in Omaha.
Papst Pius XII. ernannte ihn am 28. Juli 1951 zum Bischof von Grand Island. Die Bischofsweihe spendete ihm am 9. Oktober desselben Jahres der Erzbischof von Omaha, Gerald Thomas Bergan. Er nahm am Zweiten Vatikanischen Konzil teil und positionierte sich gegen einige Reformbestrebungen. Am 25. Juli 1972 trat der 76-jährige Paschang von seinem Amt zurück, nachdem Paul VI. sein nach seinem 75. Geburtstag eingereichtes Rücktrittsgesuch abgelehnt hatte. 
1976 gründete er die Damian Leper Relief Society. John Linus Paschang starb nach einer Krankheit im Alter von 103 Jahren im St. Francis Memorial Hospital. Er war zu diesem Zeitpunkt der älteste katholische Bischof weltweit.